# Salvagnac-Cajarc
Salvagnac-Cajarc è un comune francese di 363 abitanti situato nel dipartimento dell'Aveyron nella regione dell'Occitania.

## Società

### Evoluzione demografica
Abitanti censiti